# Ваиаку (стадион)
Стадион Ваиаку (англ. Vaiaku Stadium) — единственный стадион в Тувалу, тихоокеанском государстве в Полинезии. Размещен в Ваиаку, административном центре острова Фонгафале атолла Фунафути.
На стадионе проходят соревнования по легкой атлетике и матчи чемпионата Тувалу по футболу.
Вместимость трибун — 1500 зрителей.